# Parapistomyia
Genre
Parapistomyia est un genre d'insectes diptères nématocères de la famille des Blephariceridae.

## Liste d'espèces
Selon BioLib (20 avril 2019) :
- Parapistomyia bulbifera Zwick, 1977
- Parapistomyia mueller Zwick, 1998
- Parapistomyia tropica Zwick, 1977